# Krężnica Okrągła (kolonia)
Krężnica Okrągła – kolonia w Polsce położona w województwie lubelskim, w powiecie lubelskim, w gminie Bełżyce.
W latach 1975–1998 miejscowość administracyjnie należała do ówczesnego województwa lubelskiego.
Kolonia stanowi sołectwo gminy Bełżyce. Według Narodowego Spisu Powszechnego z roku 2011 kolonia liczyła 839 mieszkańców.